# Arrondissement de Mâcon
L'arrondissement de Mâcon est une division administrative française, située dans le département de Saône-et-Loire et la région Bourgogne-Franche-Comté.

## Composition

### Composition avant 2015
Liste des cantons de l'arrondissement de Mâcon :
- canton de Cluny ;
- canton de La Chapelle-de-Guinchay ;
- canton de Lugny ;
- canton de Mâcon-Centre ;
- canton de Mâcon-Nord ;
- canton de Mâcon-Sud ;
- canton de Matour ;
- canton de Saint-Gengoux-le-National ;
- canton de Tournus ;
- canton de Tramayes.

### Découpage communal depuis 2015
Depuis 2015, le nombre de communes des arrondissements varie chaque année soit du fait du redécoupage cantonal de 2014 qui a conduit à l'ajustement de périmètres de certains arrondissements, soit à la suite de la création de communes nouvelles. Le nombre de communes de l'arrondissement de Mâcon est ainsi de 124 en 2015, 124 en 2016, 121 en 2017, 120 en 2019 et 119 en 2023.
Au 1er janvier 2024, l'arrondissement groupe les 119 communes suivantes :
1. Ameugny
2. Azé
3. Bergesserin
4. Berzé-la-Ville
5. Berzé-le-Châtel
6. Bissy-la-Mâconnaise
7. Blanot
8. Bonnay-Saint-Ythaire
9. Bourgvilain
10. Bray
11. Buffières
12. Burgy
13. Burzy
14. Bussières
15. Chaintré
16. Chânes
17. La Chapelle-de-Guinchay
18. La Chapelle-du-Mont-de-France
19. La Chapelle-sous-Brancion
20. Charbonnières
21. Chardonnay
22. Charnay-lès-Mâcon
23. Chasselas
24. Château
25. Chérizet
26. Chevagny-les-Chevrières
27. Chevagny-sur-Guye
28. Chiddes
29. Chissey-lès-Mâcon
30. Clessé
31. Cluny
32. Cortambert
33. Cortevaix
34. Crêches-sur-Saône
35. Cruzille
36. Curtil-sous-Buffières
37. Davayé
38. Dompierre-les-Ormes
39. Donzy-le-Pertuis
40. Farges-lès-Mâcon
41. Flagy
42. Fleurville
43. Fuissé
44. Germolles-sur-Grosne
45. Grevilly
46. La Guiche
47. Hurigny
48. Igé
49. Jalogny
50. Joncy
51. Lacrost
52. Laizé
53. Leynes
54. Lournand
55. Lugny
56. Mâcon
57. Martailly-lès-Brancion
58. Massilly
59. Matour
60. Mazille
61. Milly-Lamartine
62. Montbellet
63. Montmelard
64. Navour-sur-Grosne
65. Ozenay
66. Passy
67. Péronne
68. Pierreclos
69. Plottes
70. Pressy-sous-Dondin
71. Préty
72. Prissé
73. Pruzilly
74. La Roche-Vineuse
75. Romanèche-Thorins
76. Royer
77. Sailly
78. Saint-Albain
79. Saint-Amour-Bellevue
80. Saint-André-le-Désert
81. Sainte-Cécile
82. Saint-Clément-sur-Guye
83. Saint-Gengoux-de-Scissé
84. Saint-Huruge
85. Saint-Léger-sous-la-Bussière
86. Saint-Marcelin-de-Cray
87. Saint-Martin-Belle-Roche
88. Saint-Martin-de-Salencey
89. Saint-Martin-la-Patrouille
90. Saint-Maurice-de-Satonnay
91. Saint-Pierre-le-Vieux
92. Saint-Point
93. Saint-Symphorien-d'Ancelles
94. Saint-Vérand
95. Saint-Vincent-des-Prés
96. La Salle
97. Salornay-sur-Guye
98. Sancé
99. Senozan
100. Serrières
101. Sigy-le-Châtel
102. Sivignon
103. Sologny
104. Solutré-Pouilly
105. Taizé
106. Tournus
107. Tramayes
108. Trambly
109. Trivy
110. La Truchère
111. Uchizy
112. Varennes-lès-Mâcon
113. Vergisson
114. Verosvres
115. Verzé
116. Le Villars
117. La Vineuse sur Fregande
118. Vinzelles
119. Viré

## Démographie
En 2022, l'arrondissement comptait 115 838 habitants.
| 1968   | 1975    | 1982    | 1990    | 1999    | 2006    | 2011    | 2016    | 2021    |
| ------ | ------- | ------- | ------- | ------- | ------- | ------- | ------- | ------- |
| 97 514 | 103 992 | 106 293 | 106 232 | 106 089 | 110 229 | 113 254 | 112 854 | 115 125 |

| 2022    | - | - | - | - | - | - | - | - |
| ------- | - | - | - | - | - | - | - | - |
| 115 838 | - | - | - | - | - | - | - | - |